# Saga of Tanya the Evil
Saga of Tanya the Evil (jap. 幼女戦記 Yōjo senki) – seria light novel napisana przez Carlo Zena i zilustrowana przez Shinobu Shinotsukiego. Powieść była początkowo publikowana za pośrednictwem serwisu internetowego Arcadia, po czym została nabyta przez Enterbrain. Adaptacja mangowa z rysunkami Chiki Tōjō ukazuje się na łamach magazynu „Comp Ace” wydawnictwa Kadokawa Shoten od kwietnia 2016. 
Na podstawie serii studio NUT wyprodukowało anime, które emitowane było od stycznia do marca 2017. Premiera filmu kinowego, będącego kontynuacją pierwszego sezonu odbyła się w lutym 2019. Zapowiedziano również powstanie drugiego sezonu.

## Fabuła
W 2013 roku we współczesnym Tokio, nieznany z imienia ateistyczny pracownik biurowy zostaje zamordowany przez niezadowolonego podwładnego, którego zwolnił z powodu słabych wyników w pracy. Chwilę przed śmiercią zostaje skonfrontowany z bytem określającym się jako Bóg, który potępia go za brak „wiary”. Pracownik nie wierzy w jego istnienie i krytykuje go ze swojej perspektywy ateisty, a także szyderczo określa mianem „Bytu X”. Istota postanawia reinkarnować pracownika w świecie, w którym znalazłby się w wystarczająco trudnych okolicznościach, by zwrócić się do Bytu X o pomoc.
Główny bohater odradza się jako Tanya Degurechaff, osierocona dziewczynka w alternatywnej rzeczywistości, w której I wojna światowa przeciągnęła się do lat 20. XX wieku. Według Bytu X, jeśli Tanya albo nie umrze śmiercią naturalną, lub jeśli odmówi wiary w niego, jej dusza opuści cykl reinkarnacji i zostanie wysłana do piekła za liczne grzechy, które popełniła w poprzednim życiu. Szukając ucieczki, Tanya postanawia wstąpić do Korpusu Magów Imperium i walczyć na wojnie, licząc na jak najszybsze zdobycie wystarczająco wysokiej rangi, by móc pozostać z dala od pola bitwy i w ten sposób uniknąć ryzyka śmierci. Nawet jeśli jest teraz zmuszona mówić ustami młodej dziewczyny, Tanya szybko zmienia się w bezwzględnego żołnierza, który przedkłada skuteczność i własną karierę nad wszystko inne, nawet nad życie tych, którzy są pod nią, a zwłaszcza tych, którzy znajdą się po złej stronie konfliktu.

## Bohaterowie

### Imperium
- Tanya Degurechaff (później Tanya von Degurechaff) (jap. ターニャ・フォン・デグレチャフ Tānya Degurechafu (Tānya fon Degurechafu))

Seiyū: Aoi Yūki (Tanya), Kōsuke Toriumi (poprzednie wcielenie) 
- Viktoriya Ivanovna „Visha” Serebryakov (Виктория Ивановна „Вища” Серебряков) (jap. ヴィクトーリヤ・イヴァーノヴナ・セレブリャコーフ (ヴィーシャ) Vīkutōriya Ivuānovuna „Vīsha” Sereburyakōfu)

Seiyū: Saori Hayami 
- Erich Rerugen (później von Rerugen) (jap. エーリッヒ・フォン・レルゲン Ērihhi Rerugen (Ērihhi fon Rerugen))

Seiyū: Shin’ichirō Miki 
- Kurt von Rudersdorf (jap. クルト・フォン・ルーデルドルフ Kuruto fon Rūderudorufu)

Seiyū: Tesshō Genda 
- Hans von Zettour (jap. ハンス・フォン・ゼートゥーア Hansu fon Zētūa)

Seiyū: Hōchū Ōtsuka 
- Matheus Johann Weiss (jap. マテウス・ヨハン・ヴァイス Mateusu Yohan Vaisu)

Seiyū: Daiki Hamano 
- Vooren Grantz (jap. ヴォーレン・グランツ Vōren Gurantsu)

Seiyū: Yusuke Kobayashi 

### Legedonia
- Anson Sue/Sioux (jap. アンソン・スー Anson Sū)

Seiyū: Ken’yū Horiuchi 
- Mary Sue/Sioux (jap. メアリー・スー Mearī Sū)

Seiyū: Haruka Tomatsu 

### Inni
- Byt X (jap. 存在X Sonzai Ekkusu)

Seiyū: Hideaki Tezuka 

## Light novel
Powieść początkowo ukazywała się serwisie internetowym Arcadia. Następnie została przejęta przez wydawnictwo Enterbrain i opublikowana w formie light novel z ilustracjami Shinobu Shinotsukiego. Pierwszy tom został wydany 31 października 2013, a do 29 września 2023 ukazało się łącznie 14 tomów.
29 listopada wydana została drama CD, która została dołączana wraz z trzecim tomem.
| Nr | Data wydania (język japoński) | ISBN (język japoński)  |
| -- | ----------------------------- | ---------------------- |
| 1  | 31 października 2013          | ISBN 978-4-04-729173-7 |
| 2  | 31 maja 2014                  | ISBN 978-4-04-729569-8 |
| 3  | 29 listopada 2014             | ISBN 978-4-04-730037-8 |
| 4  | 29 czerwca 2015               | ISBN 978-4-04-730474-1 |
| 5  | 30 stycznia 2016              | ISBN 978-4-04-730902-9 |
| 6  | 16 lipca 2016                 | ISBN 978-4-04-734210-1 |
| 7  | 28 grudnia 2016               | ISBN 978-4-04-734407-5 |
| 8  | 30 czerwca 2017               | ISBN 978-4-04-734655-0 |
| 9  | 12 stycznia 2018              | ISBN 978-4-047348-77-6 |
| 10 | 29 września 2018              | ISBN 978-4-047353-26-8 |
| 11 | 20 lutego 2019                | ISBN 978-4-04-735496-8 |
| 12 | 20 lutego 2020                | ISBN 978-4-04-735734-1 |
| 13 | 30 sierpnia 2023              | ISBN 978-4-04-736819-4 |
| 14 | 29 września 2023              | ISBN 978-4-04-737595-6 |

## Manga
Adaptacja mangowa z ilustracjami Chiki Tōjō ukazuje się na łamach magazynu „Comp Ace” wydawnictwa Kadokawa Shoten od 26 kwietnia 2016, natomiast premiera pierwszego tomu tankōbon odbyła się 10 grudnia 2016. Według stanu na 25 lipca 2025, do tej pory wydano 32 tomy.
| Nr | Data wydania (język japoński) | ISBN (język japoński)  |
| -- | ----------------------------- | ---------------------- |
| 1  | 10 grudnia 2016               | ISBN 978-4-0410-5125-2 |
| 2  | 26 grudnia 2016               | ISBN 978-4-0410-5126-9 |
| 3  | 26 stycznia 2017              | ISBN 978-4-0410-5127-6 |
| 4  | 10 kwietnia 2017              | ISBN 978-4-0410-5533-5 |
| 5  | 10 maja 2017                  | ISBN 978-4-0410-5534-2 |
| 6  | 9 czerwca 2017                | ISBN 978-4-0410-5766-7 |
| 7  | 11 listopada 2017             | ISBN 978-4-0410-5767-4 |
| 8  | 26 lutego 2018                | ISBN 978-4-0410-6544-0 |
| 9  | 26 kwietnia 2018              | ISBN 978-4-0410-6943-1 |
| 10 | 25 września 2018              | ISBN 978-4-04-106944-8 |
| 11 | 24 listopada 2018             | ISBN 978-4-0410-6945-5 |
| 12 | 25 stycznia 2019              | ISBN 978-4-0410-6946-2 |
| 13 | 25 kwietnia 2019              | ISBN 978-4-0410-8117-4 |
| 14 | 24 maja 2019                  | ISBN 978-4-0410-8118-1 |
| 15 | 25 lipca 2019                 | ISBN 978-4-0410-8119-8 |
| 16 | 25 października 2019          | ISBN 978-4-0410-8120-4 |
| 17 | 23 stycznia 2020              | ISBN 978-4-0410-9035-0 |
| 18 | 25 kwietnia 2020              | ISBN 978-4-0410-9330-6 |
| 19 | 21 lipca 2020                 | ISBN 978-4-04-109331-3 |
| 20 | 26 grudnia 2020               | ISBN 978-4-04-109991-9 |
| 21 | 26 maja 2021                  | ISBN 978-4-04-111352-3 |
| 22 | 25 czerwca 2021               | ISBN 978-4-04-111449-0 |
| 23 | 26 października 2021          | ISBN 978-4-04-112103-0 |
| 24 | 26 marca 2022                 | ISBN 978-4-04-112377-5 |
| 25 | 26 marca 2022                 | ISBN 978-4-04-112702-5 |
| 26 | 25 listopada 2022             | ISBN 978-4-04-112703-2 |
| 27 | 25 marca 2023                 | ISBN 978-4-04-112704-9 |
| 28 | 25 sierpnia 2023              | ISBN 978-4-04-113894-6 |
| 29 | 26 stycznia 2024              | ISBN 978-4-04-113895-3 |
| 30 | 25 lipca 2024                 | ISBN 978-4-04-113896-0 |
| 31 | 26 grudnia 2024               | ISBN 978-4-04-115840-1 |
| 32 | 25 lipca 2025                 | ISBN 978-4-04-116221-7 |

## Anime
Adaptacja w formie telewizyjnego serialu anime, wyprodukowana przez studio NUT, emitowana była od 6 stycznia do 31 marca 2017. Licencję na serial nabyły serwisy Crunchyroll i Funimation. Motywem przewodnim jest „JINGO JUNGLE” w wykonaniu zespołu Myth & Roid, kończącym zaś „Los! Los! Los!” autorstwa Aoi Yūki. W styczniu 2017 premierę miała krótka parodia chibi zatytułowana Yōjo shenki. Wydana została w formie serii ONA, za jej produkcję odpowiada zaś Studio Puyukai.
19 czerwca 2021 ogłoszono powstanie drugiego sezonu.

### Lista odcinków
| №   | Tytuł                                                                    | Premiera         |
| --- | ------------------------------------------------------------------------ | ---------------- |
| 1   | The Devil of the Rhine Rain no akuma (ラインの悪魔)                      | 6 stycznia 2017  |
| 2   | Prologue Purorōgu (プロローグ)                                           | 13 stycznia 2017 |
| 3   | Deus Vult Kami ga sore o nozomareru (神がそれを望まれる)                 | 20 stycznia 2017 |
| 4   | Campus Life Kyanpasu raifu (キャンパス・ライフ)                          | 27 stycznia 2017 |
| 5   | My First Battalion Hajimari no daitai (はじまりの大隊)                   | 3 lutego 2017    |
| 6   | Beginning of Madness Kyōki no makuake (狂気の幕開け)                     | 10 lutego 2017   |
| 6,5 | War Report Senkyō hōkoku (戦況報告)                                      | 17 lutego 2017   |
| 7   | The Battle of the Fjord Fiyorudo no kōbō (フィヨルドの攻防)              | 24 lutego 2017   |
| 8   | Trial by Fire Hi no shiren (火の試練)                                    | 3 marca 2017     |
| 9   | Preparations for Advance Zenshin junbi (前進準備)                        | 10 marca 2017    |
| 10  | Path to Victory Shōri e no michi (勝利への道)                            | 17 marca 2017    |
| 11  | Resistance Teikōsha (抵抗者)                                             | 24 marca 2017    |
| 12  | How to Use a Victory Shōri no tsukaikata (勝利の使い方)                  | 31 marca 2017    |
| ONA | Operation Desert Pasta Sabaku no pasuta dai sakusen (砂漠のパスタ大作戦) | 19 czerwca 2021  |

## Film
Film anime oparty na franczyzie został zapowiedziany w styczniu 2018. Jest on bezpośrednią kontynuacją serialu, jego premiera odbyła się zaś 8 lutego 2019. 

## Odbiór
Do kwietnia 2018 roku light novel oraz manga rozeszły się w nakładzie ponad 3 milionów egzemplarzy. Pisząc dla Anime News Network, Nick Creamer twierdzi, że Saga of Tanya the Evil różni się od większości anime z gatunku isekai, w których bohaterami są heroiczni otaku lub zwykli młodzi mężczyźni, ponieważ Tanya jest zła. Creamer mówi wprost: „Zbrodnie Tanyi są naszymi zbrodniami”, oskarżając system kapitalistyczny, który stworzył jej przeszłe ja jako bezwzględnego pracownika biurowego, oraz konsekwencje tego dla jej nowego wcielenia.